# Giambattista Giuliani

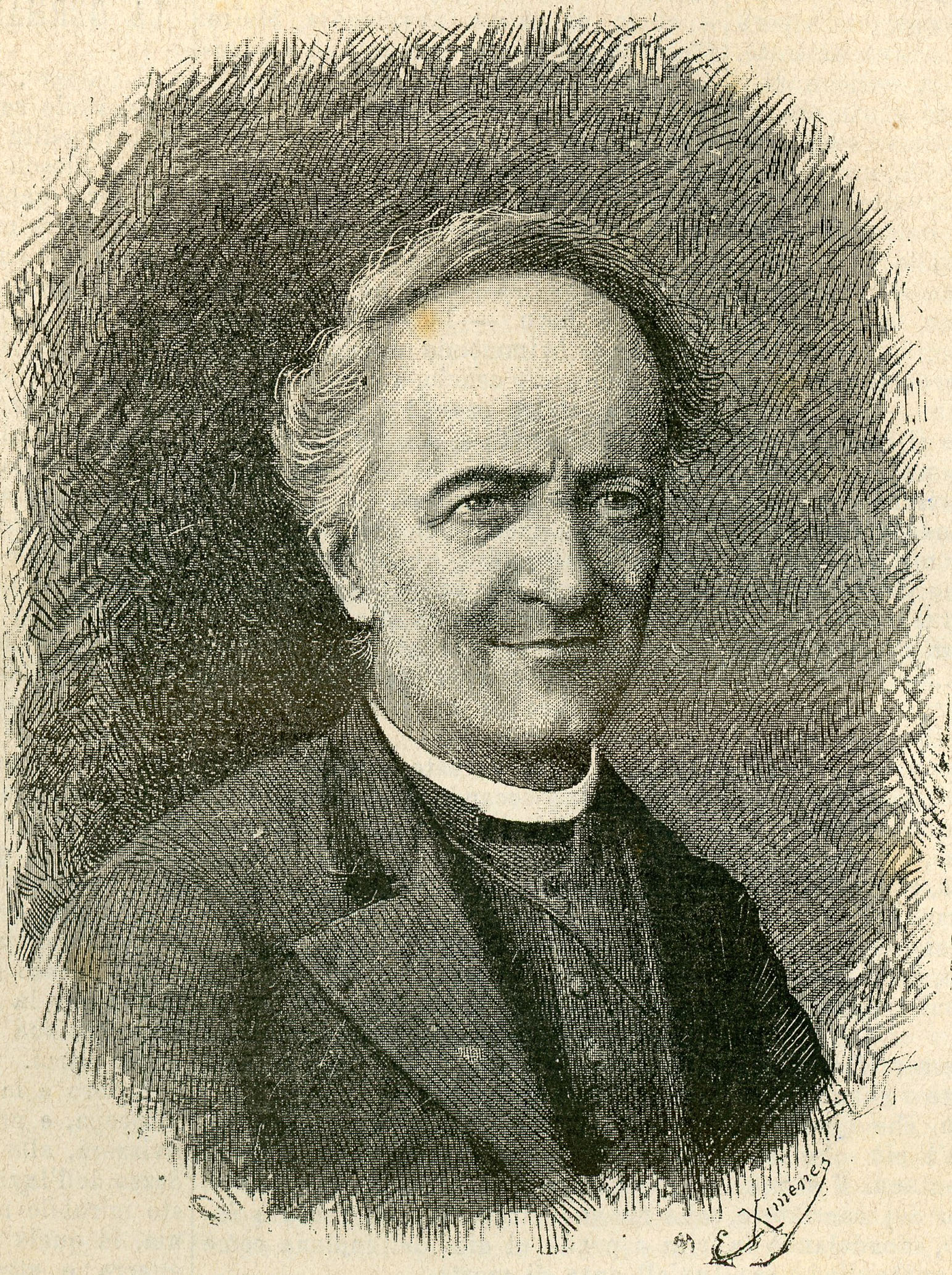
Giambattista Giuliani.

Giambattista Giuliani, född den 4 juni 1818 i Canelli, död den 11 januari 1884, var en italiensk Danteforskare. 
Giuliani var professor i Florens. Bland hans skrifter märks Saggio di un nuovo commento della Commedia di Dante (1845), Le norme di commentare la Divina commedia (1856), Metode di commentare la D.C. (1856), La Vita Nova e il Canzionere di Dante (1863) och Sul vivente linguaggio della Toscana (1858).